# Красногорск-3 (кинокамера)
«Красного́рск-3» — узкоплёночный любительский киносъёмочный аппарат с зеркальным обтюратором, выпускавшийся Красногорским механическим заводом с 1971 по 1993 год в рамках одноимённой серии.
Модель стала самой массовой из серии камер «Красногорск», и наиболее совершенной из советских узкоплёночных. Некоторые провинциальные телестудии использовали её для съёмки телерепортажей вместо профессиональных киносъёмочных аппаратов, доступных только центральным телевизионным программам.

## Описание
Аппарат «Красногорск-3» был предназначен для съёмки на стандартную 16-мм киноплёнку, которая для зарядки наматывалась на пластмассовые бобины. Их ёмкость была равна стандартному ролику киноплёнки длиной 30 метров.
Аппарат оснащался однозубым односторонним грейфером без контргрейфера, позволявшим заряжать киноплёнку как с двухсторонней, так и с односторонней перфорацией.
Сменные объективы в переходной оправе оригинальной конструкции имели байонетное крепление, унаследованное от профессиональной камеры 16СП. Аппарат оснащался штатным объективом с переменным фокусным расстоянием «Метеор-5» («Метеор-5-1» в резьбовом варианте), который мог быть заменён объективами от более ранних моделей «Красногорска» и камеры 16СП. С середины 1980-х годов байонет был заменён резьбовым креплением М42×1, аналогичным такому же в фотоаппаратах «Зенит». Это позволило использовать фотообъективы такого стандарта наряду с киносъёмочными.
Зеркальный двухлопастный обтюратор нижнего расположения с постоянным углом раскрытия 150° (2×75°) обеспечивал сквозное визирование и наводку на резкость вручную по фокусировочному экрану (матовому стеклу) или по шкале дистанций съёмочного объектива. Также в видоискателе отображалась стрелка встроенного полуавтоматического экспонометрического устройства TTL, позволявшего корректировать экспозиционные параметры непосредственно во время съёмки, и обеспечивать точность экспозиции, достаточную даже для цветной обращаемой киноплёнки, особенно чувствительной к ошибкам.
Лентопротяжный тракт состоял из грейферного механизма, комбинированного зубчатого барабана с прижимными роликами и фрикциона наматывателя. Аппарат обеспечивал полуавтоматическую зарядку киноплёнки, что особенно ценно при хроникальных съёмках. Частота киносъёмки имела регулировку в пределах от 8 до 48 кадров в секунду. Кроме того, аппарат обладал возможностью покадровой (цейтраферной) съёмки при помощи гибкого спускового тросика.
Пружинный привод обеспечивал протяжку 5 метров киноплёнки за один завод.
Аппарат мог крепиться к штативу при помощи стандартного винта 3/8" и имел в комплекте пистолетную рукоятку с плечевым упором.
Камера до сих пор используется некоторыми кинодокументалистами после переделки под формат «Супер-16», установки байонета Arri PL и замены некоторых узлов.